# 暗藍星系
暗藍星系 （Faint blue galaxy，F.B.G.）問題隨著1978年觀測許多星系的熱星等比當時理論預測的22等更為黯淡，而首度在天文物理上產生了問題。星系會如此微弱，可以解釋為它們太小或距離太遠，但這些做出的意見，既不能解釋，也不符任何的組合。這些星系的分布已經被發現要符合宇宙膨脹、宇宙微波背景的測量、和一個非零的宇宙常數，就需要接受現在已經被認同存在的暗能量 。因此它啟發了超新星觀測，作為暗能量存在的證據。
第二個問題發生在1988年，更深層次的觀測顯示有更多數量的暗星系存在。這些，現在被解釋為矮星系經歷大爆發的恆星形成，導致從年輕的大質量恆星留下了藍色的光。因此，以它們的大小和距離，暗藍星系是非常明亮的。
大多數暗藍星系的紅移都在0.5至2之間。相信它們中有些通過與其它星系的合併，不再是獨立的天體，因而消失了。